# Čuguevka
Čuguevka (in russo Чугуевка?) è un villaggio dell'Estremo Oriente russo (Territorio del Litorale). È il centro amministrativo del distretto Čuguevskij.
Situato nella parte centrale della regione sul fiume Ussuri. La distanza da Vladivostok in linea retta è di 190 km, su strada di 320 km.